# 1577 no Brasil
Esta é uma cronologia dos fatos acontecimentos de ano 1577 no Brasil.

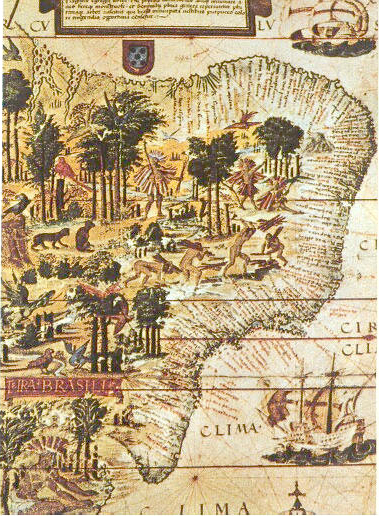
Detalhe do mapa "Terra Brasilis" (Atlas Miller, 1519), atualmente na Biblioteca Nacional de França

## Eventos
- Fundiu-se o Governo do Norte e o Estado do Brasil em somente um, cessando o sistema dual do Governo-Geral[1] (extinto em 1808).[2][3]